# Nagroda Grammy w kategorii Najlepszy wokalny występ kobiecy pop
Nagroda Grammy w kategorii Najlepszy wokalny występ kobiecy pop była przyznawana autorom zwycięskiego popowego utworu od 1959 roku do 2011 roku. Początkowo w tej kategorii nagradzano zarówno albumy jak i single. 
Obecnie przyznawana jest nagroda w kategorii Best Pop Solo Performance uwzględniająca zarówno mężczyzn jak i kobiety. 

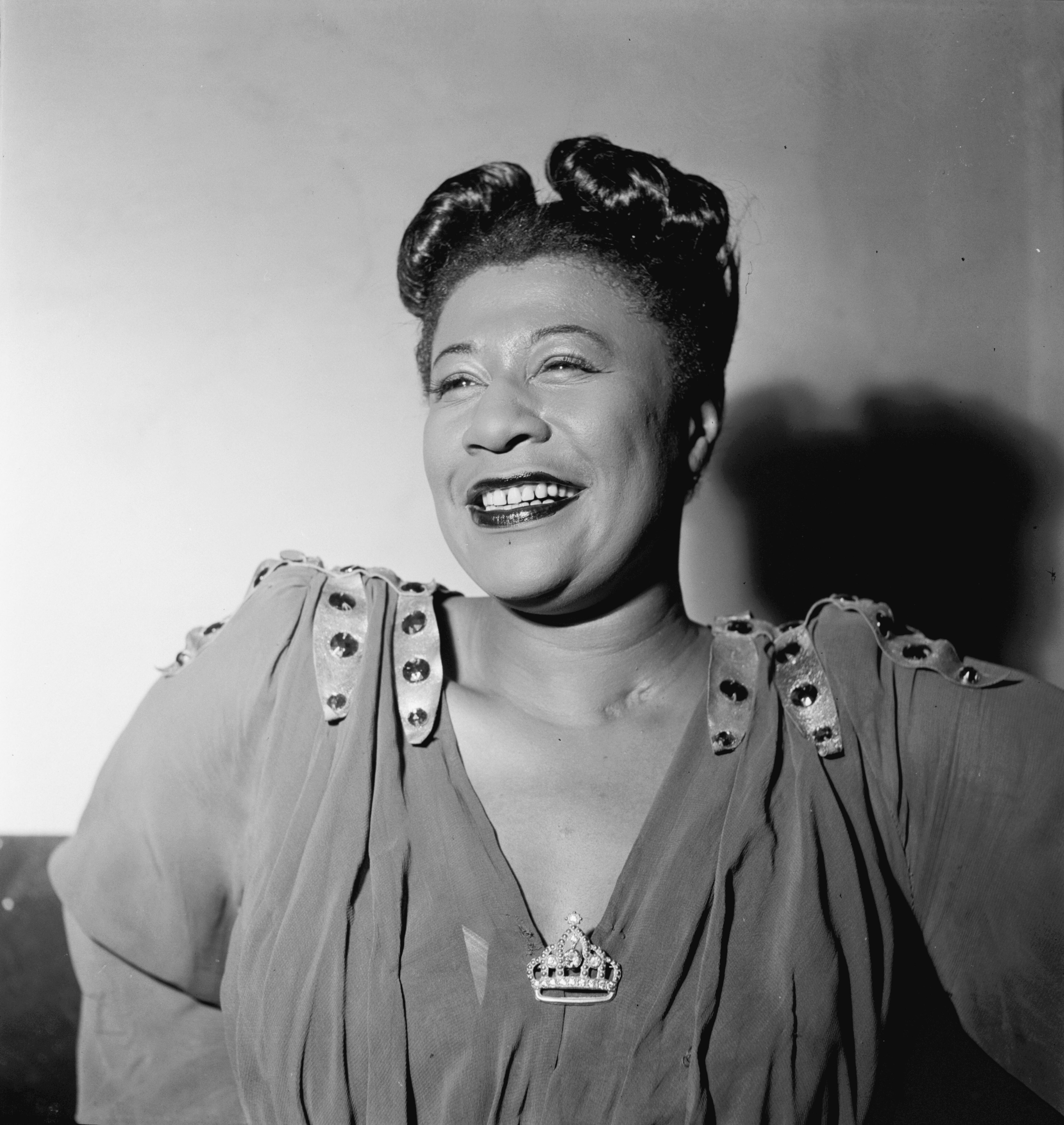
Ella Fitzgerald jest pierwszą artystką, która otrzymała nagrodę Grammy w kategorii Najlepszy kobiecy występ pop. W sumie piosenkarka wygrała pięć statuetek.

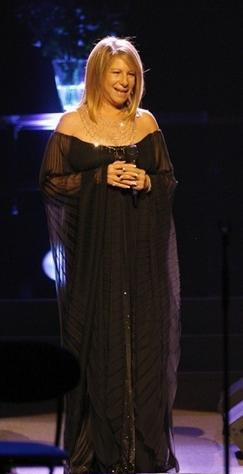
Barbra Streisand jest artystką, która otrzymała najwięcej, dwanaście nominacji do nagrody Grammy w kategorii Najlepszy kobiecy występ pop. W sumie piosenkarka otrzymała pięć statuetek.

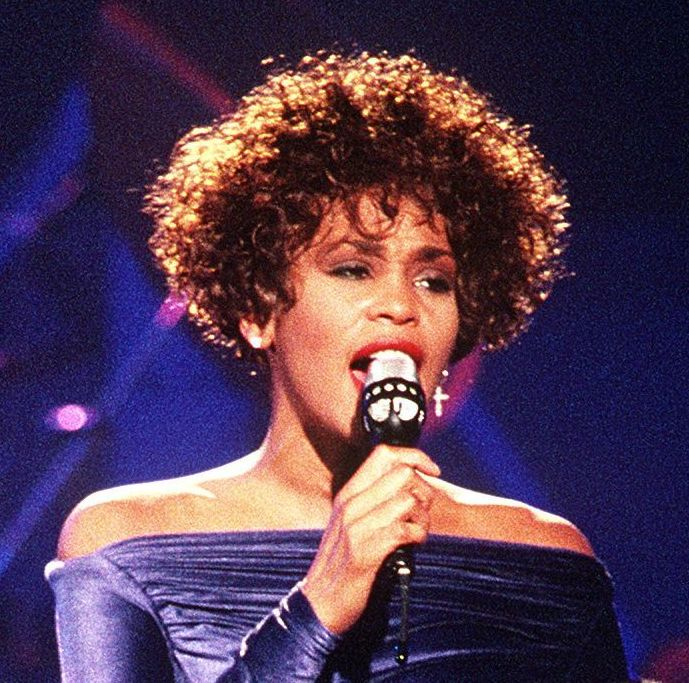
Whitney Houston otrzymała trzy statuetki Grammy w tej kategorii, przy sześciu nominacjach.

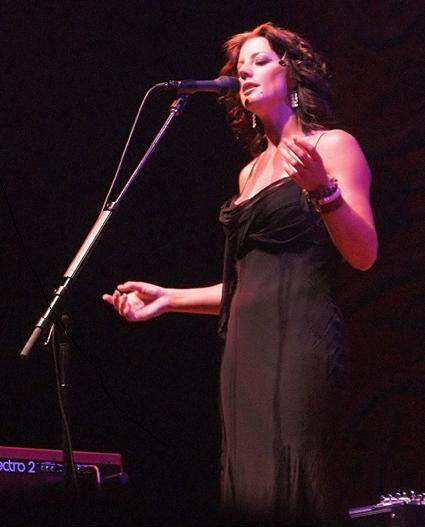
Sarah McLachlan otrzymała dwie statuetki Grammy w kategorii Najlepszy kobiecy występ pop. Do nagrody była nominowana czterokrotnie.

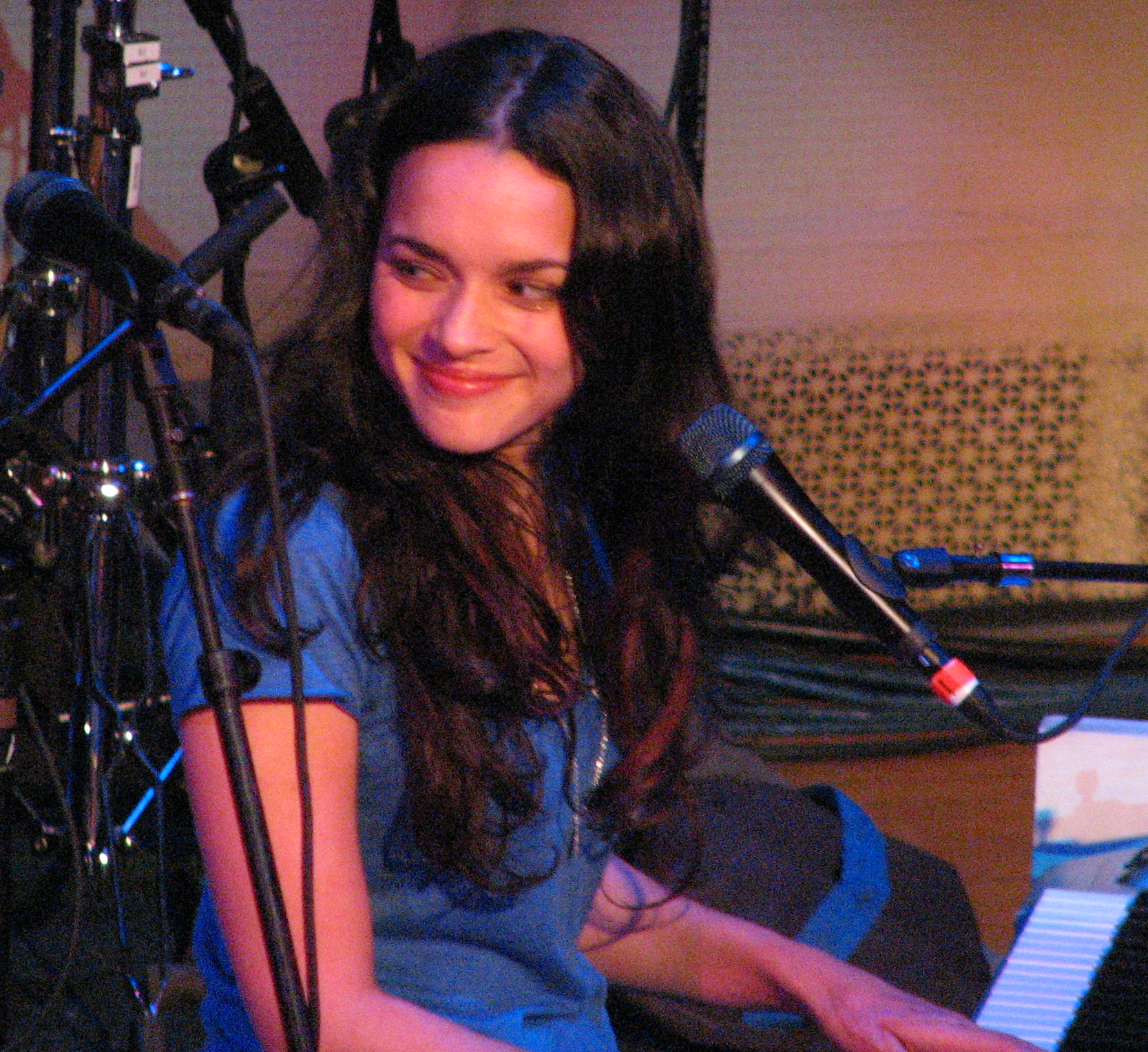
Norah Jones zdobyła dwie statuetki Grammy w kategorii Najlepszy kobiecy występ pop. Do nagrody była nominowana trzykrotnie.

## Nagrody
| Rok  | Artysta            | Album/Piosenka                                   | Źródło |
| ---- | ------------------ | ------------------------------------------------ | ------ |
| 1959 | Ella Fitzgerald    | Ella Fitzgerald Sings the Irving Berlin Songbook | [ 1 ]  |
| 1960 | Ella Fitzgerald    | „But Not for Me”                                 | [ 2 ]  |
| 1961 | Ella Fitzgerald    | „Mack the Knife” Ella in Berlin: Mack the Knife  | [ 3 ]  |
| 1962 | Judy Garland       | Judy at Carnegie Hall                            | [ 4 ]  |
| 1963 | Ella Fitzgerald    | Ella Swings Brightly with Nelson                 | [ 5 ]  |
| 1964 | Barbra Streisand   | The Barbra Streisand Album                       | [ 6 ]  |
| 1965 | Barbra Streisand   | „People”                                         | [ 7 ]  |
| 1966 | Barbra Streisand   | My Name Is Barbra                                | [ 8 ]  |
| 1967 | Eydie Gormé        | „If He Walked Into My Life”                      | [ 9 ]  |
| 1968 | Bobbie Gentry      | „Ode to Billie Joe”                              | [ 10 ] |
| 1969 | Dionne Warwick     | „Do You Know the Way to San José”                | [ 11 ] |
| 1970 | Peggy Lee          | „Is That All There Is?”                          | [ 12 ] |
| 1971 | Dionne Warwick     | „I'll Never Fall In Love Again”                  | [ 13 ] |
| 1972 | Carole King        | Tapestry                                         | [ 14 ] |
| 1973 | Helen Reddy        | „I Am Woman”                                     | [ 15 ] |
| 1974 | Roberta Flack      | „Killing Me Softly with His Song”                | [ 16 ] |
| 1975 | Olivia Newton-John | „I Honestly Love You”                            | [ 17 ] |
| 1976 | Janis Ian          | „At Seventeen”                                   | [ 18 ] |
| 1977 | Linda Ronstadt     | Hasten Down The Wind                             | [ 19 ] |
| 1978 | Barbra Streisand   | „Evergreen (Love Theme from A Star Is Born)”     | [ 20 ] |
| 1979 | Anne Murray        | „You Needed Me”                                  | [ 21 ] |
| 1980 | Dionne Warwick     | „I'll Never Love This Way Again”                 | [ 22 ] |
| 1981 | Bette Midler       | „The Rose”                                       | [ 23 ] |
| 1982 | Lena Horne         | Lena Horne: The Lady and Her Music               | [ 24 ] |
| 1983 | Melissa Manchester | „You Should Hear How She Talks About You”        | [ 25 ] |
| 1984 | Irene Cara         | „Flashdance... What a Feeling”                   | [ 26 ] |
| 1985 | Tina Turner        | „What’s Love Got to Do with It”                  | [ 27 ] |
| 1986 | Whitney Houston    | „Saving All My Love for You”                     | [ 28 ] |
| 1987 | Barbra Streisand   | The Broadway Album                               | [ 29 ] |
| 1988 | Whitney Houston    | „I Wanna Dance with Somebody (Who Loves Me)”     | [ 30 ] |
| 1989 | Tracy Chapman      | „Fast Car”                                       | [ 31 ] |
| 1990 | Bonnie Raitt       | „Nick of Time”                                   | [ 32 ] |
| 1991 | Mariah Carey       | „Vision of Love”                                 | [ 33 ] |
| 1992 | Bonnie Raitt       | „Something to Talk About”                        | [ 34 ] |
| 1993 | k.d. lang          | „Constant Craving”                               | [ 35 ] |
| 1994 | Whitney Houston    | „I Will Always Love You”                         | [ 36 ] |
| 1995 | Sheryl Crow        | „All I Wanna Do”                                 | [ 37 ] |
| 1996 | Annie Lennox       | „No More „I Love You’s””                         | [ 38 ] |
| 1997 | Toni Braxton       | „Un-Break My Heart”                              | [ 39 ] |
| 1998 | Sarah McLachlan    | „Building a Mystery”                             | [ 40 ] |
| 1999 | Céline Dion        | „My Heart Will Go On”                            | [ 41 ] |
| 2000 | Sarah McLachlan    | „I Will Remember You”                            | [ 42 ] |
| 2001 | Macy Gray          | „I Try”                                          | [ 43 ] |
| 2002 | Nelly Furtado      | „I’m Like a Bird”                                | [ 44 ] |
| 2003 | Norah Jones        | „Don't Know Why”                                 | [ 45 ] |
| 2004 | Christina Aguilera | „Beautiful”                                      | [ 46 ] |
| 2005 | Norah Jones        | „Sunrise”                                        | [ 47 ] |
| 2006 | Kelly Clarkson     | „Since U Been Gone”                              | [ 48 ] |
| 2007 | Christina Aguilera | „Ain’t No Other Man”                             | [ 49 ] |
| 2008 | Amy Winehouse      | „Rehab”                                          | [ 50 ] |
| 2009 | Adele              | „Chasing Pavements”                              | [ 51 ] |
| 2010 | Beyoncé Knowles    | „Halo”                                           | [ 52 ] |
| 2011 | Lady Gaga          | „Bad Romance”                                    | [ 53 ] |